# KOS (Iugoslávia)
A Diretoria de Segurança, mais conhecida pela sigla KOS (que deriva do nome original da organização em servo-croata: Kontraobaveštajna služba - "Serviço de Contraespionagem"), foi o serviço de segurança e contraespionagem do Exército Popular Iugoslavo que existiu de 1946 até a dissolução da Iugoslávia em 1991. Em 1992, a Direção de Segurança continuou o seu trabalho na República Federal da Iugoslávia.

## Fundação e estrutura
O Serviço de Contr-espionagem (KOS) foi formado em 1946 como um dos remanescentes do Departamento de Proteção ao Povo (OZNA), com a Diretoria de Segurança do Estado (UDBA) formando o segundo componente civil da nova estrutura de segurança e inteligência da República Socialista Federativa da Iugoslávia. Em 1955 mudou seu nome para Diretoria de Segurança (Uprava bezbednosti) e passou do Estado-Maior para Secretaria de Estado de Defesa Popular, posteriormente Secretaria Federal de Defesa Popular. 

## Atividades
A maioria das informações ainda é escassa devido à sua classificação como segredo militar, mas algumas podem ser rastreadas na mídia, especialmente durante o mandato de Slobodan Milošević e o papel desempenhado no desmembramento da Iugoslávia (por exemplo, Operação Labrador).